# Таракелок
Таракелок — упразднённый посёлок станции в Верхнебуреинском районе Хабаровского края. Входил в состав Тырминского городского поселения. Исключен из учётных данных в 2024 году.

## Население
| 2002 | 2010 | 2011 | 2012 | 2021 |
| ---- | ---- | ---- | ---- | ---- |
| 6    | ↘4   | →4   | →4   | ↘0   |